# Línea 110 (Tucumán)
La Línea 110 es una línea de colectivos interurbana operada por Leagas S.A. Esta conecta las localidades de El Manantial y San Miguel de Tucumán del Gran San Miguel de Tucumán.

## Recorrido

### Ramal El Manantial- Terminal de Ómnibus[1][2][3]
20 de Junio y José M. del Campo, por esta hasta Ramírez de Velazco, Río de La Plata, Cristo Rey, Ruta provincial 301, Diag. Elmina Paz de Gallo, Av. Roca, Diag. Juan XXIII, Lavalle, Av. Colón, Av. Mate de Luna, Av. 24 de Septiembre, San Luis, C. Álvarez, Charcas, Av. B. Terán, Domingo García, Av. Sáenz Peña, José Ingenieros, Av. B. Terán, Rotonda Nicolás Avellaneda, Ibirá Pita, Pacará, Francia, Av. Avellaneda, Av. Sáenz Peña, San Lorenzo, Av. Colón, Av. Roca, Diag. Elmina Paz de Gallo, Ruta provincial 301, Cristo Rey, Río de la Plata, Ramírez de Velazco, 20 de Junio, José M. del Campo.

## Lugares de Interés
- Plaza Yrigoyen
- Club All Boys
- Terminal de Ómnibus de San Miguel de Tucumán
- Instituto Miguel Lillo